# Servio Cornelio Dolabela Petroniano
Servio Cornelio Dolabela Petroniano (en latín, Servius Cornelius Dolabella Petronianus) fue un senador romano de finales del siglo I, miembro de la gens Cornelia, que desarrolló su cursus honorum bajo la dinastía Flavia, particularmente bajo el imperio de Domiciano.

## Familia y descendencia
Era hijo de Publio Cornelio Dolabela, adoptado por Galba como sucesor, y de Petronia, quien había estado casada en primeras nupcias con Vitelio, emperador en 69. Servio Cornelio Dolabela Metiliano Pompeyo Marcelo cónsul sufecto en el año 113, era posiblemente su hijo.

## Carrera
En 86, Domiciano lo designó como colega suyo como consul ordinarius. Ese mismo año, fue miembro del colegio de los Hermanos Arvales.